# Rio Boul (Suceava)
O Rio Boul é um rio da Romênia afluente do Rio Suceava, localizado no distrito de Suceava.